# Abadía de Güigüe

La Abadía Benedictina de San José o Abadía de Güigüe es un monasterio localizado en la ciudad de Güigüe, capital del municipio Carlos Arvelo, Carabobo, Venezuela.

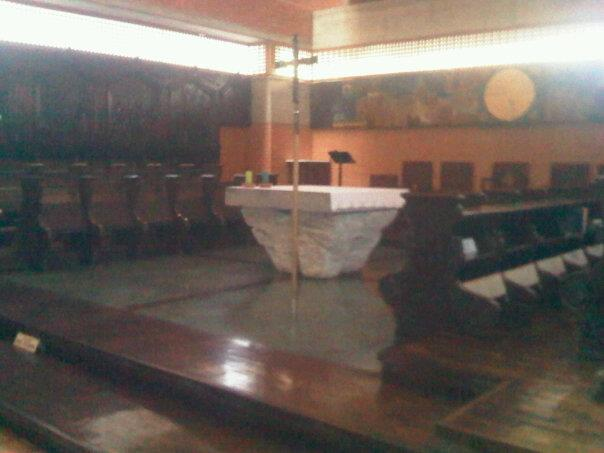
Abadía Benedictina San José en Güigüe.

El edificio fue diseñado por el arquitecto venezolano Jesús Tenreiro Degwitz y recibió el Premio Nacional de Arquitectura 1991.
El 2 de abril de 1923, durante la Pascua, los primeros cuatro monjes benedictinos de la Congregación de Santa Otilia llegaron a Venezuela. Su propósito era continuar la labor del Padre Santiago Machado en favor de los niños.
El 16 de junio de 1947 este grupo fue promovido a Prioría Conventual. 
El 7 de diciembre de 1964 recibieron el grado de abadía. 
El 22 de septiembre de 1990 fue transferida a Güigüe.
Es la única abadía en Venezuela. Sus monjes de clausura viven entregados a Dios en la oración y el silencio. 
Han fallecido varios monjes con olor de santidad, sus restos reposan en el cementerio de dicho monasterio.

Anualmente miles de Venezolanos y Extranjeros visitan sus instalaciones  

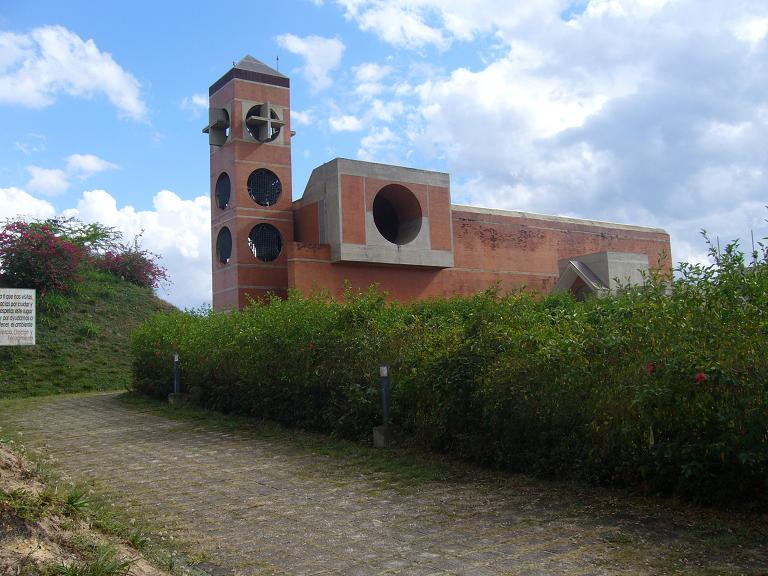
Abadía Benedictina de Güigüe.

## Lugar
La Abadía Benedictina de San José o Abadía de Güigüe es un monasterio localizado en la ciudad de Güigüe, capital del municipio Carlos Arvelo, Carabobo, Venezuela.

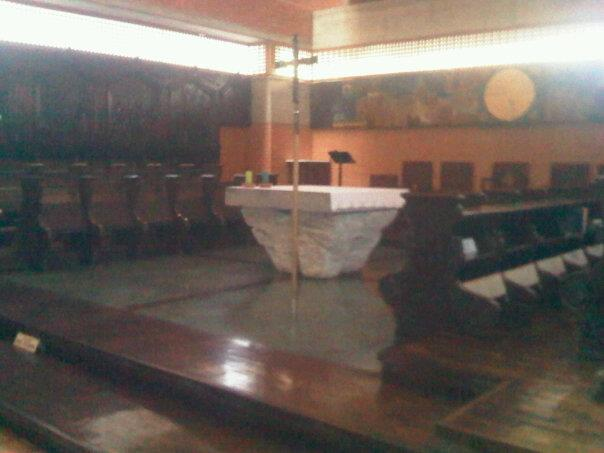
Abadía Benedictina San José en Güigüe.

El edificio fue diseñado por el arquitecto venezolano Jesús Tenreiro Degwitz y recibió el Premio Nacional de Arquitectura 1991.

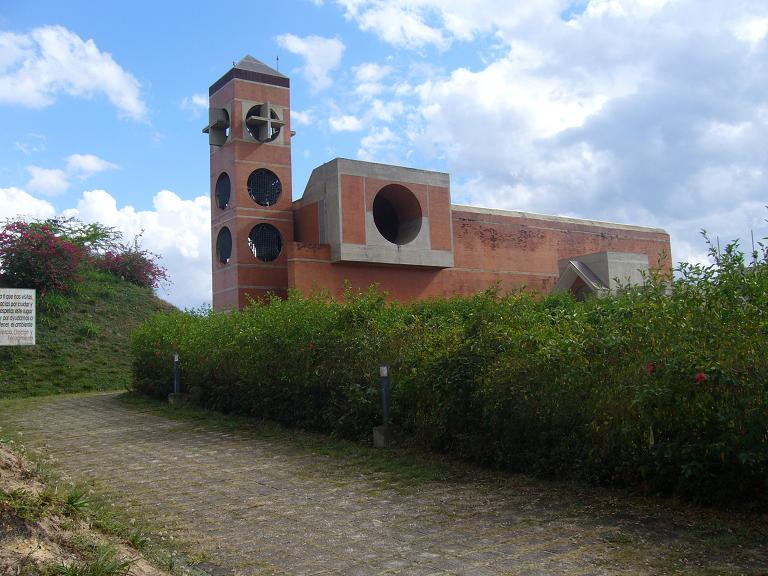
Abadía Benedictina de Güigüe.

## Historia
El 2 de abril de 1923, durante la Pascua, los primeros cuatro monjes benedictinos de la Congregación de Santa Otilia llegaron a Venezuela. Su propósito era continuar la labor del Padre Santiago Machado en favor de los niños. El 16 de junio de 1947 este grupo fue promovido a Prioría Conventual. El 7 de diciembre de 1964 recibieron el grado de Abadía. El 22 de septiembre de 1990 fue transferida a Güigüe.
Es la única Abadía en Venezuela, sus monjes de clausura viven entregados a Dios en la oración y el silencio.
Han fallecido varios monjes con olor de santidad, sus restos reposan en el cementerio de dicho monasterio.
Anualmente miles de Venezolanos y Extranjeros visitan sus instalaciones.

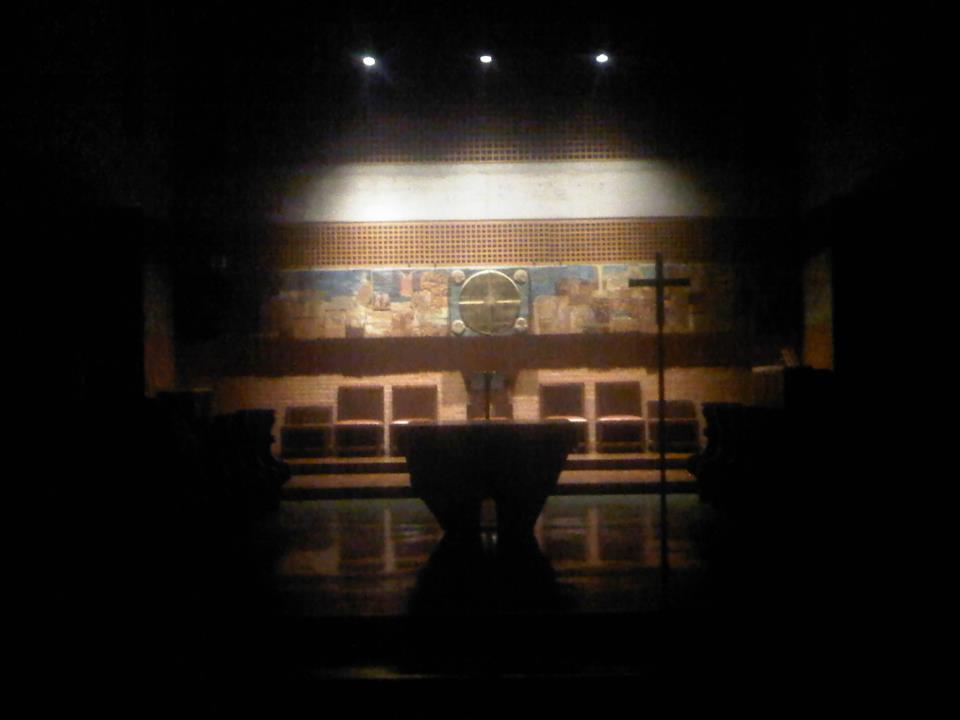
Abadía Benedictina de Güigüe.